# 沼尾川 (赤城山)
沼尾川（ぬまおがわ）は、一級河川利根川の支流。赤城山の山頂にある赤城大沼・覚満淵を主な水源とし、西流して利根川に注ぐ。1947年（昭和22年）にカスリーン台風によって引き起こされた土石流の氾濫のため、流域で死者83名などの大被害を出したことで知られている。

## 流路の概要

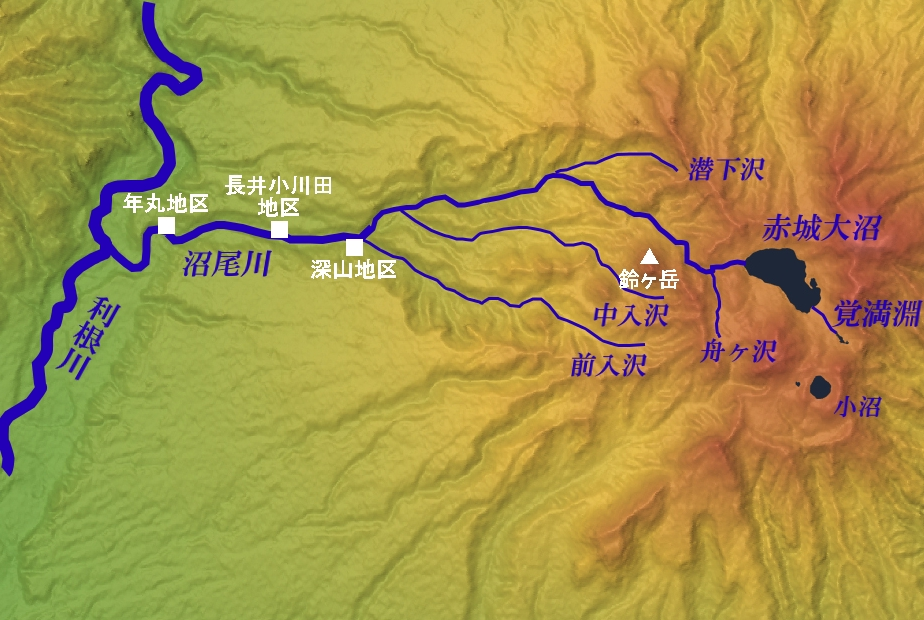
沼尾川周辺地形と主な支流

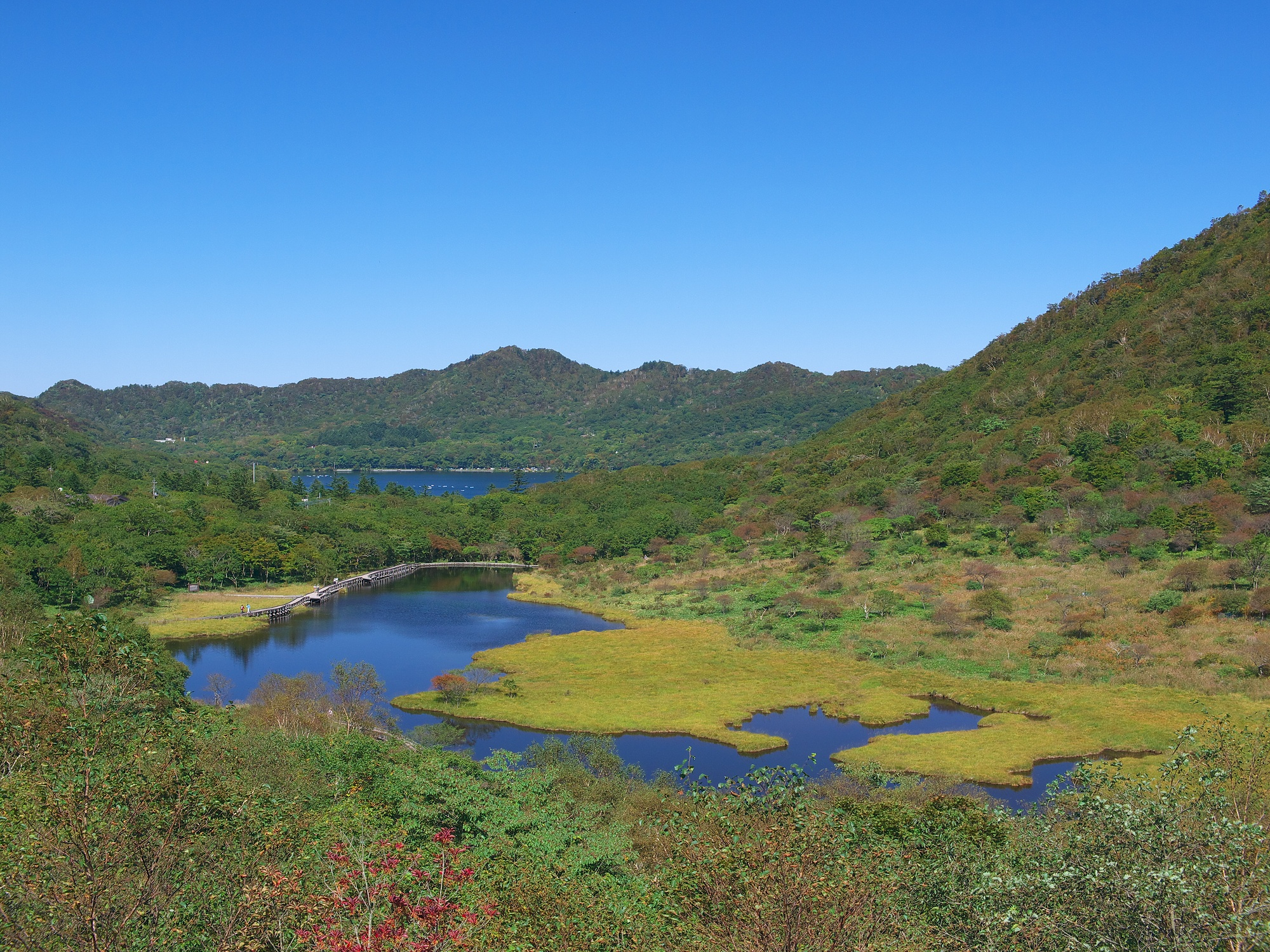
覚満淵と湿原

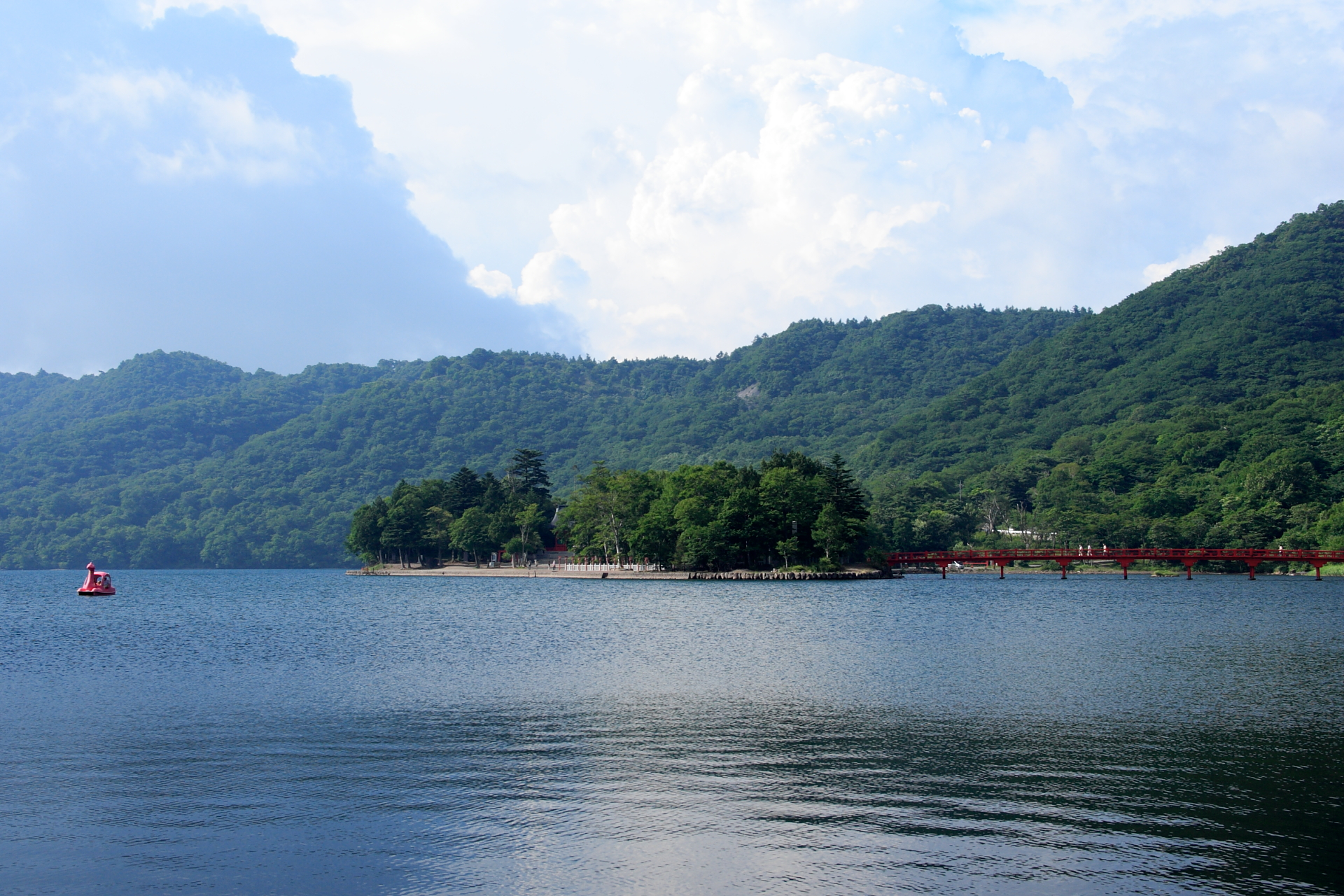
赤城大沼

一般に、沼尾川の水源は赤城山の山頂カルデラにある大沼（赤城大沼）とされている。赤城大沼は赤城山の火山活動にともなって生まれた火口原湖で、赤城山の山頂にいくつかある火山性湖沼のなかではもっとも大きいものである。
赤城大沼の水源は、そのほとんどが雨水と湖底からの湧水である。このほかには幾筋かの小河川が流入しており、火口原湖のひとつである覚満淵からくる覚満川などがある。
かつて赤城大沼と覚満淵とは一体となっており、現在よりも大きかった（古大沼）。その湖水は火口原の東南端から東へ流出していた。その火口瀬には200メートルほどの落差があり、そこから東南に流れて渡良瀬川に注いでいた。のちに水位が下がると南西部は湿原化し、覚満淵がわずかな水域として取り残されたものである。現在の赤城大沼は一年を通して水位の季節的変動はほとんどない。
沼尾川は、赤城大沼の北西部に位置する火口瀬から西へ流出し、赤城山の外輪山（鈴ヶ岳）を侵食して深い谷を形成しながら西麓へ流れる。下流にあたる旧赤城村の深山地区（現渋川市赤城町深山）では、V字谷は50メートルほどの深さに達する。
深山地区では、赤城山の西側のカルデラ（深山カルデラ）一帯からくる支流が合流する。沼尾川の本流は普段は水量が少ないが、降雨によって深山カルデラの雨水が集まることで増水する。
かつての川幅は、上流域で3メートルほど、下流域で10メートルほどだったとされている。しかし1947年のカスリーン台風による土石流で川岸が大きく削られた結果、上流域は川幅25メートル、下流域では川幅100メートル以上と、約10倍に広がった。下流域の川床の幅は100メートルから500メートルほどであり、そこに小集落や耕作地が形成されている。津久田（旧敷島村。合併により赤城村を経て、2006年以降は渋川市津久田）で利根川に合流する。
合流地点の沼尾川左岸（南側）の段丘の崖上には、かつて「津久田城」が築かれ、戦国時代に狩野氏の居城だったと伝わる。天正壬午の乱（1582年）では北条氏と真田氏の両勢力の境に近く、戦地となったという。城跡は1967年（昭和42年）からはじまった農業構造改善事業に伴う造成によって、ほとんど遺っていない。

### 支流
利根川
｜沼尾川（ぬまおがわ ）
｜｜堀切沢
｜｜前入沢
｜｜中入沢
｜｜潜下沢
｜｜舟ヶ沢
｜｜大沼（おの、おおぬま）
｜｜｜覚満川
｜｜｜｜覚満淵（かくまんぶち）

## 利水
元来の沼尾川は水源が限られており、水量は少ない。そのうえ川の両岸は赤城山の火山噴出物による段丘となっており、利水に適さない。しかし、沼尾川下流の年丸地区には堰を作って取水を行っており、利根川の河岸段丘上にある狩野々地区で灌漑に用いられている。この用水は万治元年（1658年）の検地帳に記載されていることから、戦国時代に造営されたと推定されている。これらの堰の周辺河畔には、今は沼尾川親水公園が築かれ、観光・レジャーに供されている。
上流部の支流、舟ヶ沢の源流部には牧場（赤城白樺牧場）があり、乳牛の放牧が行われていた。初夏のレンゲツツジや秋の紅葉、冬季の霧氷などを目指す観光地となっている。2015年以降は管理者の高齢を理由に閉鎖されており、本来、敷地内は立入禁止だが、観光客や写真愛好家のために限定的に散策ツアーが開催されている。

## 水害
1947年（昭和22年）9月のカスリーン台風は、日本列島本土への上陸こそなかったものの、日本付近にあった前線を刺激して関東地方に豪雨をもたらした。9月14日・15日には利根川流域の各所で水害が発生し、群馬県内だけで死者592名、行方不明者107名などの大きな犠牲者を出した。このうち78名の死者が沼尾川で発生した山津波（土石流）によるものだった。
赤城山は、急斜面の谷が多く、しかも谷の集水面積が非常に大きいために、山崩れが起きやすい地勢だった。群馬県では9月10日ごろから雨天続きで、すでに地盤が緩んでおり、そこへ台風によって9月15日の一日に440ミリの雨量があった。この結果、数千箇所で土砂災害が発生した。
沼尾川中流の右岸に位置する辻久保地区では、9月15日の朝から降り続く雨による氾濫を警戒し、沼尾川の水位を注視していた。しかし正午ごろには水位が下がったために、警戒を緩めた。上流に位置する深山地区でも、沼尾川の水位には変化が見られなかったという。ところが間もなく降雨が激しくなり、午後3時に上流部の支流である前入沢で山地崩壊が発生、数十分後には別の支流の中入沢でも土石流が発生した。前入沢や中入沢が沼尾川へ合流する深山地区では、住民がほとんど予期せぬまま土石流に襲われた。土砂、軽石、倒木などを巻き込んだ濁流は高さ10メートルに達し、短い間に深山地区だけで全156戸のうち78戸の家屋が流され、902名の住民のうち31名の死者、18名の重軽傷者を出した。
濁流はそのまま下流の長井小川田、津久田地区を襲い、沼尾川流域で78名の死者、流失家屋149戸の大被害を出すことになった。国鉄上越線の鉄橋も流失したほか、多くの道路・耕作地も失われた。
この山津波によって削られた結果、沼尾川では川幅や深さが従前の10倍ほどになった。支流の前入沢では、川の深さ・幅ともに60センチメートルほどだったものが、幅8メートルから11メートル、深さは6メートルから8メートルの溝となった。沼尾川本流も、幅3メートルほどだった上流が川幅25メートルとなり、下流ではかつて幅10メートルほどだったところが100メートル以上となった。
この災害ののち、沼尾川とその支流には10数カ所の砂防施設が建設された。

## 環境・水質
沼尾川にはカワネズミが生息している。
中流の段丘上にある長井小川田地区では古くからイノシシが多く、田畑の被害を防ぐために沼尾川岸から段丘へあがる崖に沿って「猪土手」をめぐらせ、落とし穴を築いていた。これらは江戸時代に作られたものが現存する。

## 主な橋梁
- 沼尾川橋（関越自動車道）
- 沼尾川橋梁（JR東日本・上越線）